# Servoinclinometro
Il servoinclinometro è uno strumento di misura delle inclinazioni rispetto alla verticale (vettore gravitazionale locale). Grazie al suo principio di funzionamento basato su retroazione in anello chiuso (di qui il nome "servo") garantisce accuratezze e ripetibilità delle misure non raggiungibili con altri sensori inclinometrici (μg). L'elemento sensibile è il meccanismo D'Arsonval, galvanometro elettromeccanico.
Per effetto dell'inclinazione, la massa sismica eccentrica rispetto all'asse del galvanometro, è soggetta alla forza peso che causa un momento torcente sul galvanometro. Il movimento è misurato dal sensore di posizione e viene interpretato come errore. L'amplificatore pilota una opportuna corrente che provoca il riallineamento del galvanometro nella posizione di equilibrio. La corrente è quindi direttamente funzione dell'angolo di inclinazione da misurare e determina, con opportuno condizionamento elettrico, il segnale in uscita (Analogico +/-5 V oppure 4-20 mA). Nel funzionamento reale lo spostamento della massa sismica è infinitesimo, per questo motivo è possibile ottenere caratteristiche di linearità e risoluzione eccellenti.
Esistono diverse realizzazioni tecnologiche dello strumento. In particolare sulla costruzione del galvanometro. La massa sismica può infatti ruotare:
- su pivot fissi
- attorno ad un filo teso "taught band".

Il livello di smorzamento da applicare alla massa sismica dipende dal tipo di applicazione e dal livello di vibrazione al quale deve essere esposto lo strumento. Esistono quindi due categorie di servoinclinometri:
- Smorzati (con la massa immersa in un fluido - ad esempio olio siliconico)
- Non smorzati (con massa sismica in aria)

Inoltre i servoinclinometri possono essere classificati in funzione del numero di assi sensibili:
- Monoassiali (misurano l'inclinazione rispetto ad un asse)
- Biassiali (misurano l'inclinazione rispetto a 2 assi tra loro perpendicolari)